# Everything (DVD)
Everything es una recopilación en DVD de la banda de rock estadounidense Lifehouse de sus grandes momentos, videos musicales, sus sencillos y conciertos en vivo, lanzado el 22 de noviembre de 2005.
El tema Everything de este DVD es tocada en vivo desde Portland.

## Lista del DVD
- 01 Hanging by a moment (video musical)
- 02 Sick cycle carousel (video musical)
- 03 Breathing (video musical)
- 04 Spin (video musical)
- 05 You and me (video musical)
- 06 Blind (video musical)
- 07 Everything (actuación en vivo)
- 08 Days go by (actuación en vivo)
- 09 Come back down (actuación en vivo)
- 10 You and me (actuación en vivo)